# Russellville (Illinois)
Pour les articles homonymes, voir Russellville.
Russellville est un village du comté de Lawrence dans l'Illinois, aux États-Unis,. Situé au nord-est du comté, il est incorporé le 16 octobre 1901.

## Démographie
Lors du recensement de 2010, le village comptait une population de 94 habitants. Elle est estimée, en 2016, à 89 habitants.

### Source de la traduction
- (en) Cet article est partiellement ou en totalité issu de l’article de Wikipédia en anglais intitulé « Russellville, Illinois » (voir la liste des auteurs).